# Накас Невески
Накас (на гръцки: Νάκας) е гръцки революционер, участник в Гръцката война за независимост.

## Биография
Накас е роден в леринското влашко село Невеска, тогава в Османската империя, днес в Гърция. По време на Негушкото въстание, заедно с други лерински клефти окупира Острово, за да попречат на евентуално прехвърляне на войски от Битоля. След падането на Негуш заминава на юг и се сражава при Месолонги, където се отличава.